# ملینه هامامجیان
ملینه همایاکی هامامجیان (ارمنی: Մելինե Հմայակի Համամջյան؛ انگلیسی: Meline Hamamjyan؛ ۱۷ دسامبر ۱۹۲۲ – ۷ مهٔ ۱۹۹۹) یک بازیگر اهل ارمنستان بود. وی بین سال‌های تا میلادی فعالیت می‌کرد.

## زندگی‌نامه
وی در ۱۷ دسامبر ۱۹۲۲ در کنستانتینوپل به دنیا آمد  وی همچنین برندهٔ جوایزی همچون هنرمند مردمی ارمنستان شوروی شده‌است. وی در ۷ مهٔ ۱۹۹۹ در سن ۷۶ سالگی در ایروان درگذشت.

## گزیده فیلمشناسی
از فیلم‌ها یا برنامه‌های تلویزیونی که وی در آن نقش داشته‌است می‌توان به گیکور (۱۹۸۲)، رفیق پانجونی (۱۹۸۰)، فرشته دیوانه (۲۰۰۱)، یک تکه از آسمان (۱۹۸۰)، آرئویک (۱۹۷۸)، استاد و خدمتکار (۱۹۶۲) اشاره کرد.